# جودي (المنطقة الصومالية)
جودي (بالصومالية: Godey)‏بالأمهرية: ጎዴ)، هي عاصمة في المنطقة الصومالية في إثيوبيا. تقع في منطقة شبيلي، كانت المدينة عاصمة المنطقة الصومالية حتى عام 1995 عندما أصبحت جيجيجا العاصمة.

## التاريخ
قبل بدء حرب أوغادين، حُصنت غودي من قبل اللواء الخامس من الفرقة الرابعة للجيش الإثيوبي، موزعة حول المدينة في خمسة معسكرات عسكرية.
سمح القبض على جودي قرب نهاية يوليو 1977 من قبل جبهة تحرير الصومال الغربي للقوات الصومالية بتعزيز قبضتها على قوات أوجادين والتركيز على التقدم الذي بلغ ذروته في الاستيلاء على جيجيجا.
وفقً ا للمذكرات التاريخية للجيش الصومالي، تم تحرير غودي في 24 يوليو 1977 من قبل الجيش الصومالي النظامي بقيادة اللواء عبد الله أحمد إيرو ونائبه الرائد عبد القادر كوسار.
تألفت قوات الفرقة 60 الصومالية بقيادة العقيد إيرو من اللواء المدرع الثاني المجهز بـ T-54 MBTs وجنود المشاة بالإضافة إلى لواء مدفعية مكون من 36 مدفعية وكتيبة دبابات مجهزة بـ T-34 MBTs.
على الرغم من الدعم غير المتحفظ من قبل كوبا والاتحاد السوفيتي، فقد استغرق الأمر ما يقرب من ثلاث سنوات للجيش الإثيوبي للسيطرة الكاملة على منطقة جود بعد فترة طويلة من انسحاب الجيش الصومالي بشكل منهجي من الجبهة الجنوبية في مارس 1978. ألوية الفرقة 60 الصومالية تضمنت تحركات ضخمة للقوات النشطة من جودي و نيكياجيلا في جبهة بالي سيدامو.
على الرغم من أن جودي ظلت في أيدي الصوماليين في نهاية حرب أوجادين، إلا أن الوحدات الإثيوبية بقيادة العميد ديميس بولتو، قائد الجيش الثوري الأول، استعادت غود كجزء من عملية الرموش بحلول نوفمبر 1980. استخدم المستشارون السوفييت والقوات الكوبية المدينة على أنها واحدة من قواعدها الثلاث لتطهير بقية شرق إثيوبيا بنجاح من القوات الصومالية بحلول 3 ديسمبر. لكن بحلول هذه المرحلة، انضم العديد من الجنود في الجيش الصومالي إلى جبهة التحرير واستمر الصراع، وإن كان بدون اهتمام دولي.
كان جودي في قلب العديد من المجاعات الحديثة: واحدة في عام 1981 وفي عام 1991، تطلب الأمر من المفوضية السامية للأمم المتحدة لشؤون اللاجئين نقل الغذاء جواً إلى 80 ألف شخص تقطعت بهم السبل خارج المدينة ؛ ومؤخرا في عام 2000، مما تسبب في تضخم جودي إلى حجم معلن يبلغ 100000 نسمة قاد هذا جون جراهام إلى ملاحظة قاتمة في صحيفة أديس أوبزرفر، "إن المزاعم الرئيسية لشهرة جود ليست ملهمة - إنها المجاعة والحرب.
في 26 يوليو 1994، قتل رئيس البلدية ط مختار عدن جيدن. لعدة أسابيع بعد ذلك، لم يكن من الواضح من المسؤول، حيث لم يتحمل أي فرد أو مجموعة المسؤولية أو اتهموا.

## التركيبة السكانية
وفقًا للتعداد الوطني لعام 199، كان إجمالي عدد سكان المدينة 45755، منهم 26.081 من الذكور و 19674 من الإناث. كان الانقسام العرقي 99٪. يقطن الصوماليون في المقام الأول 97.3 ٪، وتشكل المجموعات العرقية الأخرى 2.3 ٪ من السكان. بناء على التعداد الوطني لعام 1997، كان 11،044 ساكنًا، أو 24.1٪ من السكان، ملتحقين بالمدارس، منهم 2766 ذكورًا و 1563 إناثًا. في المقابل، بلغ عدد الأميين 35478 نسمة أو 77.5٪ من إجمالي عدد السكان، منهم 17.273 ذكور و 18205 إناث.
استنادًا إلى أرقام 2010 الصادرة عن الجهاز المركزي للإحصاء، يقدر إجمالي عدد سكان غودي بـ 950،782 نسمة، منهم 488،235 من الذكور و 442،089 من الإناث.

## المناخ
تتمتع جودي بمناخ جاف حار مع طقس شديد الحرارة بشكل موحد وأمطار شحيحة ومتغيرة للغاية. يبلغ متوسط درجة الحرارة السنوية في جودي 28.8 درجة مئوية أو 83.8 درجة فهرنهايت، ويتجاوز ظهيرة كل يوم تقريبًا 32 درجة مئوية أو 89.6 درجة فهرنهايت، بينما نادرًا ما تنخفض درجات الحرارة في الصباح عن 20 درجة مئوية أو 68 درجة فهرنهايت. هناك موسمان رطب قصيران في أبريل مايو وأكتوبر نوفمبر يوفران 291 ملمًا أو 11.46 بوصة من الأمطار حوالي تسعين بالمائة من متوسط هطول الأمطار السنوي البالغ 325 ملمًا أو 12.80 بوصة. هذه المواسم الرطبة ناتجة عن ممرات قصيرة من منطقة التقارب بين المداري فوق المنطقة؛ ومع ذلك، فهي غير منتظمة للغاية حتى بالنسبة للمنطقة القاحلة.
كانت السنة التقويمية الأكثر رطوبة بين عامي 1967 و 1999 هي 1967 مع 754.2 ملم 29.69 بوصة من الأمطار والأكثر جفافا 1980 مع 38.8 ملم 1.53 بوصة من الأمطار.
| البيانات المناخية لـجودي                                                          | البيانات المناخية لـجودي | البيانات المناخية لـجودي | البيانات المناخية لـجودي | البيانات المناخية لـجودي | البيانات المناخية لـجودي | البيانات المناخية لـجودي | البيانات المناخية لـجودي | البيانات المناخية لـجودي | البيانات المناخية لـجودي | البيانات المناخية لـجودي | البيانات المناخية لـجودي | البيانات المناخية لـجودي | البيانات المناخية لـجودي |
| الشهر                                                                             | يناير                    | فبراير                   | مارس                     | أبريل                    | مايو                     | يونيو                    | يوليو                    | أغسطس                    | سبتمبر                   | أكتوبر                   | نوفمبر                   | ديسمبر                   | المعدل السنوي            |
| --------------------------------------------------------------------------------- | ------------------------ | ------------------------ | ------------------------ | ------------------------ | ------------------------ | ------------------------ | ------------------------ | ------------------------ | ------------------------ | ------------------------ | ------------------------ | ------------------------ | ------------------------ |
| متوسط درجة الحرارة الكبرى °م (°ف)                                                 | 35.8 (96.4)              | 36.7 (98.1)              | 37.5 (99.5)              | 36.3 (97.3)              | 35.0 (95.0)              | 34.3 (93.7)              | 33.5 (92.3)              | 33.9 (93.0)              | 35.4 (95.7)              | 34.9 (94.8)              | 34.8 (94.6)              | 35.5 (95.9)              | 35.3 (95.5)              |
| متوسط درجة الحرارة الصغرى °م (°ف)                                                 | 20.9 (69.6)              | 21.4 (70.5)              | 23.1 (73.6)              | 23.4 (74.1)              | 23.4 (74.1)              | 23.1 (73.6)              | 22.7 (72.9)              | 22.5 (72.5)              | 23.0 (73.4)              | 22.4 (72.3)              | 21.2 (70.2)              | 20.3 (68.5)              | 22.3 (72.1)              |
| معدل هطول الأمطار مم (إنش)                                                        | 0 (0)                    | 5 (0.2)                  | 18 (0.7)                 | 102 (4.0)                | 66 (2.6)                 | 1 (0.0)                  | 0 (0)                    | 0 (0)                    | 5 (0.2)                  | 73 (2.9)                 | 50 (2.0)                 | 5 (0.2)                  | 325 (12.8)               |
| متوسط الرطوبة النسبية (%) (daily average)                                         | 41                       | 41                       | 45                       | 61                       | 57                       | 52                       | 55                       | 52                       | 49                       | 64                       | 61                       | 47                       | 52                       |
| ساعات سطوع الشمس اليومية                                                          | 9.6                      | 9.9                      | 9.6                      | 10.5                     | 9.9                      | 9.7                      | 9.7                      | 11.0                     | 10.5                     | 8.4                      | 9.2                      | 7.7                      | 9.6                      |
| المصدر #1: Climate Data                                                           |                          |                          |                          |                          |                          |                          |                          |                          |                          |                          |                          |                          |                          |
| المصدر #2: الوقت والتاريخ نقاط الندى والرطوبة، 2005-2015 أطلس الطقس (ساعات الشمس) |                          |                          |                          |                          |                          |                          |                          |                          |                          |                          |                          |                          |                          |